# Церква першості апостола Петра
Церква першості апостола Петра, Каплиця першості святого Петра (лат. sacellum primatus sancti Petri, а також лат. Mensa Christi у перекладі «стіл Господа», англ. The Sanctuary of the Primacy of Peter) — церква розташована на північному узбережжі Галилейського озера у Галілеї, північній частині Ізраїля (шосе №№ 90/87, перехрестя Кфар Нахум). Вона розміщена у  східній частині місцевості Табха (точніше - «Мала Табха»). Є на відстані 100 м від церкви помноження хлібів.

## Означення
Каплиця позначає місце на якому з'явився Ісус Христос після Воскресіння і де Він мав трапезу разом зі Своїми учнями (Ів. 21). При цьому, вже третьому об'явленні Ісуса учням, Він тричі дає завдання апостолові Петрові — «…Паси ягнята Мої!» (Ів. 21:15-17). Ці слова разом із словами апостолу Петрові про «ключі від Царства Небесного» (Мт. 16:18-19), про те що «… від цього часу ти будеш ловити людей!» (Лк. 5:10) та його настанови «…ти ж колись, як навернешся, зміцни братію свою!» (Лк. 22:31-32) є визначенням першості апостола Петра (назване як «примат Петра») і наступником Ісуса Христа на Землі (апостол Петро став першим Папою Римським).

## Будівля
Будівля церкви є вже шостою за кількістю будівель на цьому місці. 
- Паломниця у 380 році Еґерія у своєму листі про подорож у Святу Землю згадує про церкву, що стояла на цьому місці і від якої  вели до моря 12 сходинок[2]. Частину цих сходів видно і біля сучасної будівлі.
- Друга будівля церкви, збудованої у V столітті, зруйнована під час війни з персами у 614 році. Її рештки використані пізніше як фундамент всіх наступних будівель.
- Четверта будівля створена наприкінці VII, початку VIII століття.
- П'ята будівля належить до часів хрестоносців і була зруйнована у 1263 році мамелуцьким султаном Бейбарсом.
- Сучасна будівля зведена у 1933 році і була відреставрована у 1982 році. Каплиця побудована із чорного базальту і оточує камінь, на якому відбувалася спільна вечеря Христа з Апостолами. Каплиця і її територія з 1889 року доглядається італійськими монахами францисканцями.

## Галерея

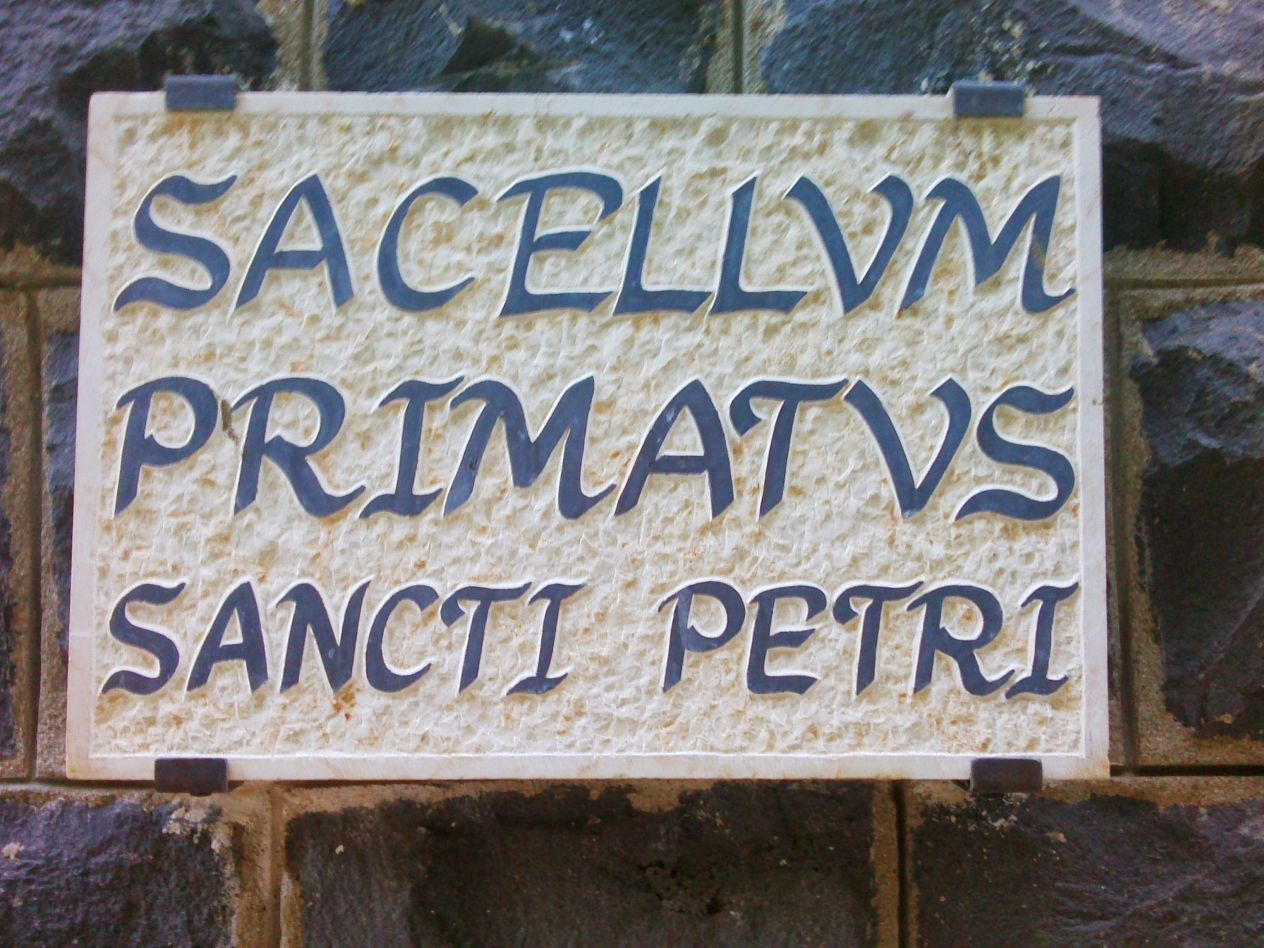
Вивіска латиною на фасаді каплиці першості святого Петра
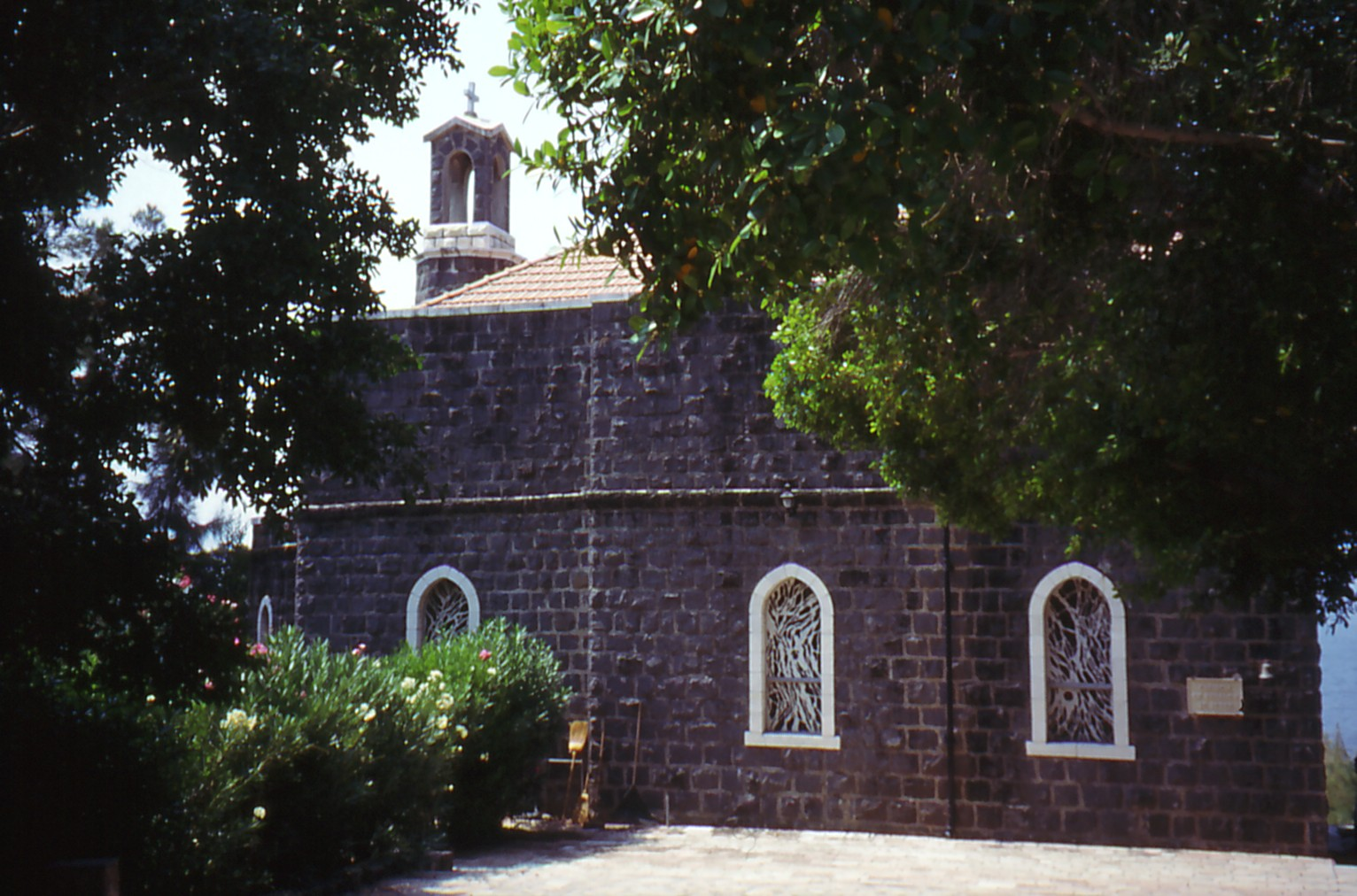
Фасад з вивіскою латинською мовою (праворуч)
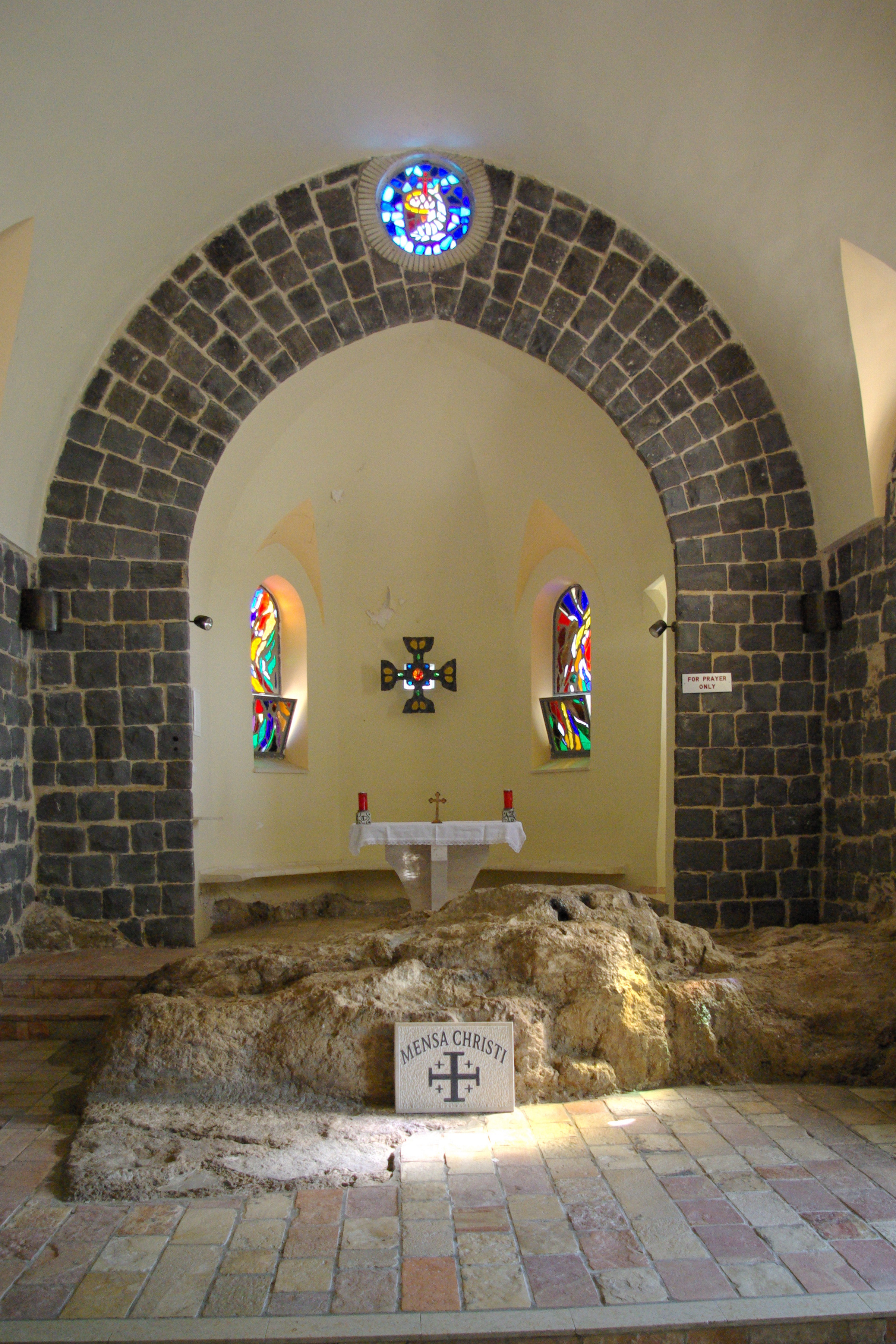
Вівтар над каменем трапези із написом «Mensa Christi»
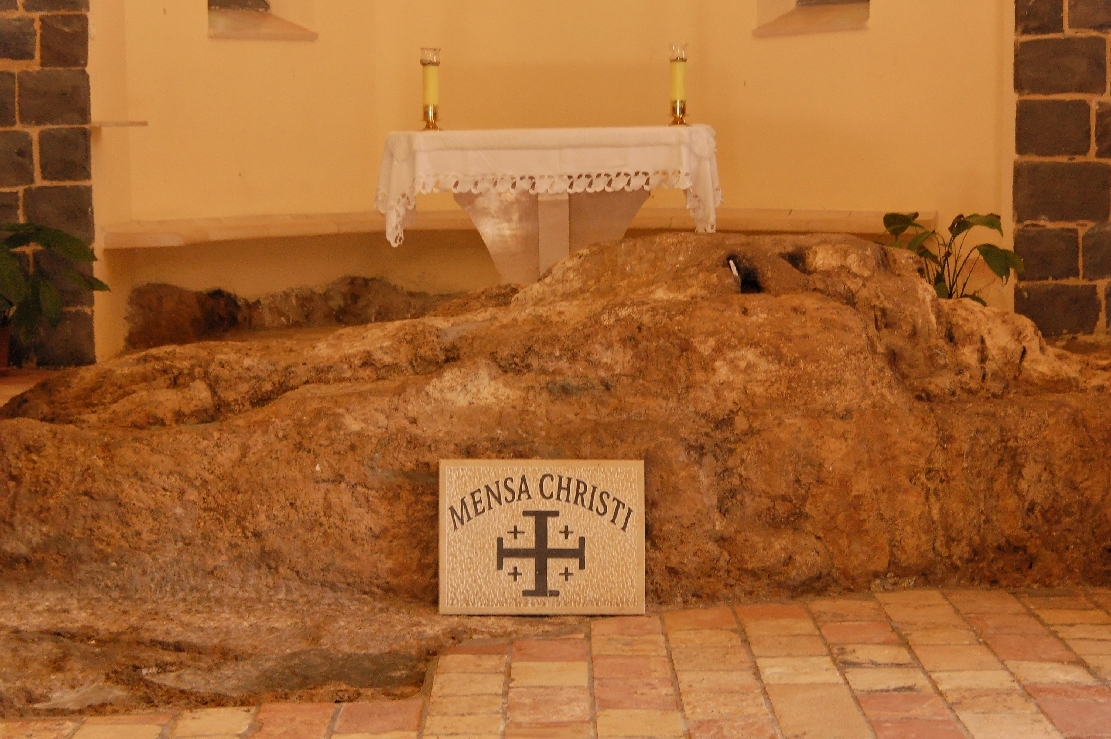
Камінь трапези із написом «Mensa Christi»
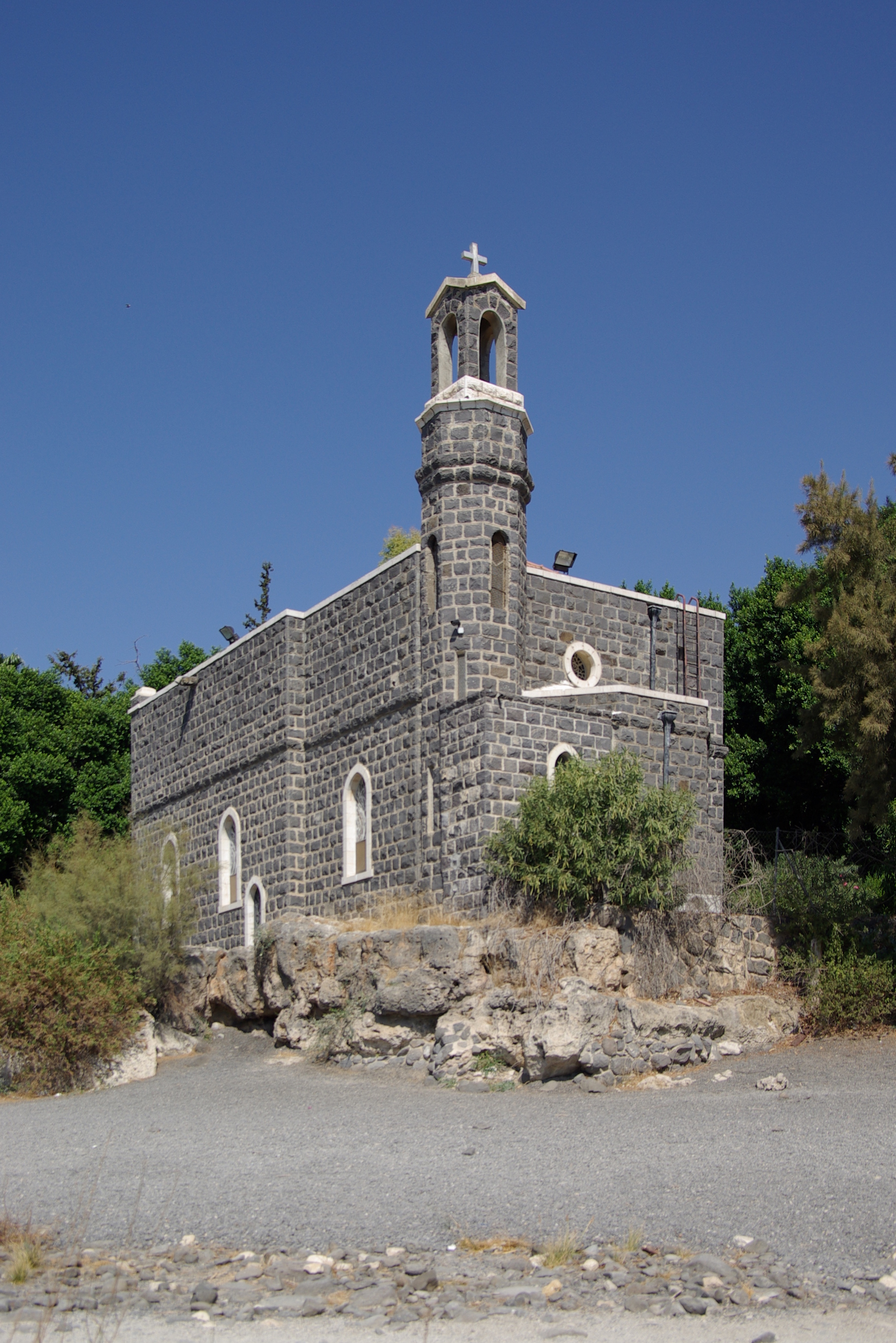
Каплиця зовні (вид від Галілейського озера)
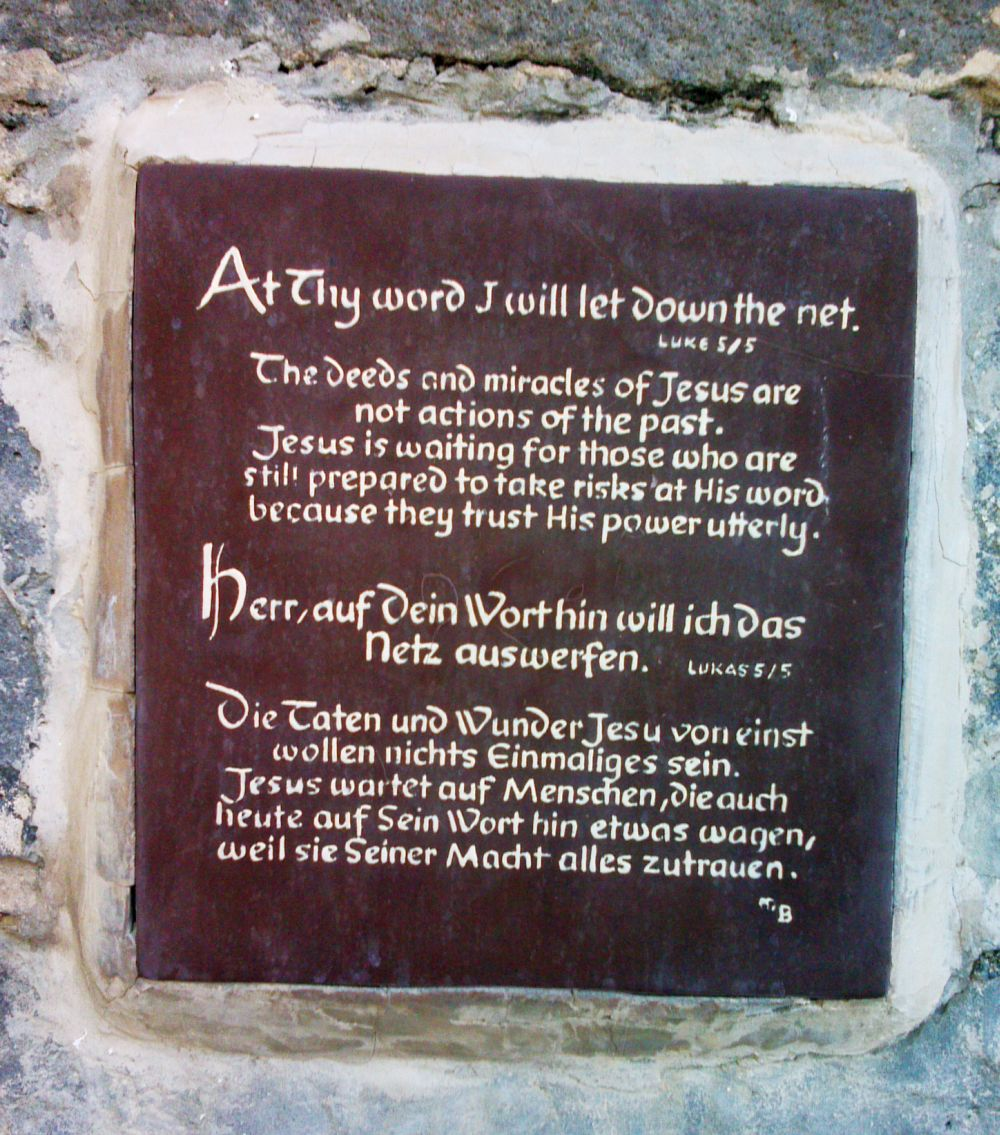
Таблиця на каплиці зовні (з текстом із Біблії)
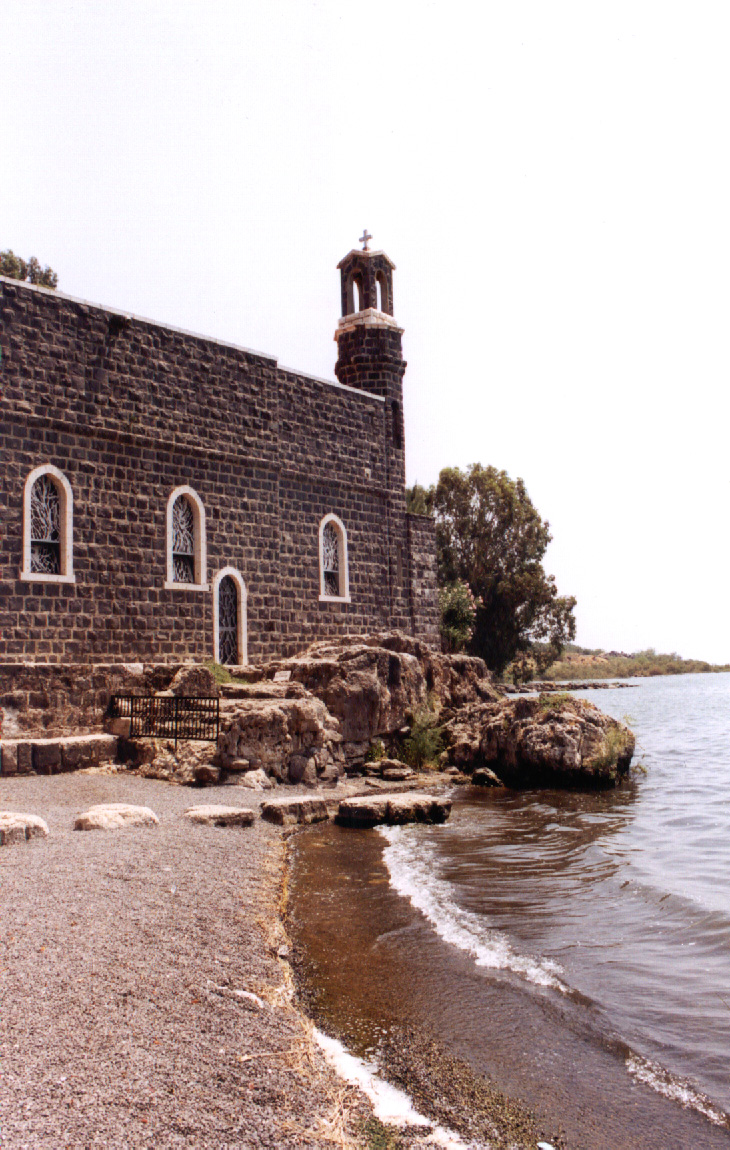
Берег Галілейського озера біля даної каплиці